# Van der Belen
Van der Belen is een geslacht waarvan leden sinds 1931 tot de Belgische adel behoren.

## Geschiedenis
De bewezen stamreeks begint met Conrad van der Belen (†1638) die in 1588 trouwde en daarmee als eerste van het geslacht voor het eerst wordt vermeld. In 1931 werden twee broers, dr. Jacques Marie Ghislain van der Belen MA (1900-1998) en diens broer dr. Jules Léon Marie Ghislain van der Belen (1902-1992), verheven in de Belgische erfelijke adel. Anno 2017 leefden er nog vijf mannelijke telgen, de laatste geboren in 1969; van de jongste generatie was in 2017 geen enkele mannelijke telg gehuwd.

### Wapenbeschrijving
- 1931: Van lazuur, met een zwijnskop vergezeld van drie sterren met zes stralen alles van goud. Het schild overtopt met eenen helm van zilver, getralied, gehalsband en omboord van goud, gevoerd en vastgehecht van keel, met wrong en dekkleeden van goud en van lazuur. Helmteeken: de zwijnskop van het schild. Wapenspreuk: 'Faventibus astris' van goud, op een lossen band van lazuur.

## Enkele telgen
Paul van der Belen
- Dr. Jacques Marie Ghislain van der Belen MA (1900-1998), vicevoorzitter van de Franquistichting en administrateur van de Universitaire Stichting
  - Jkvr. Josine van der Belen (1936); trouwde in 1973 met ing. Leonard Beels (1922-1989), textielhandelaar, telg uit het Nederlandse patriciaatsgeslacht Beels
  - Jhr. Paul van der Belen (1938-2020), vrijwillig ontwikkelingswerker in Ecuador, reserveluchtvaartkapitein-commandant
    - Jhr. Marc van der Belen (1962), chef de famille
- Jhr. dr. Jules Léon Marie Ghislain van der Belen (1902-1992)

### Adellijke allianties
- D'Otreppe de Bouvette (1962), Le Fevere de Ten Hove (1964), De Schaetzen (1964), Case (1968), Mertens de Wimar (1970)